# Château du Morimont
Le château du Morimont (Burg Mörsberg), est un ancien château fort du XIIe siècle, profondément remanié aux XVe et XVIe siècles, de nos jours ruiné, dont les vestiges se dressent sur la commune française d'Oberlarg dans le département du Haut-Rhin, en région Grand Est.
Les vestiges du château font l’objet d’un classement au titre des monuments historiques par arrêté d'octobre 1841.

## Localisation
Les vestiges du château du Morimont se dressent sur une colline à 522 m d'altitude sur la commune d'Oberlarg dans le département français du Haut-Rhin. Il est situé à 1 km de la frontière suisse, entre Oberlarg et Levoncourt, à 45 km à l'ouest de la ville de Bâle et à 40 km au sud-ouest de la ville de Mulhouse.

## Historique
Le château du Morimont qui est mentionné pour la première fois en 1183, est attesté en 1271 quand le comte de Ferrette en fait oblation à l'évêque de Bâle.
Tout comme les châteaux de Ferrette et du Landskron, le château du Morimont passe sous possession des Habsbourg et son histoire se confond avec l'Autriche antérieure.
Il est détruit par le tremblement de terre de Bâle en 1356 et ce sont les Morimont, vassaux des Ferrette qui le reconstruisent dont Pierre de Morimont en sera le plus illustre seigneur. Celui-ci le transformera en une forteresse adaptée aux armes à feu. Après la mort de Jean-Jacques de Morimont, entre 1533 et 1538, la famille connaissant des difficultés financières le vend aux comtes d'Ortenbourg-Salamanca en 1582.
Lors de la guerre de Trente Ans, il est occupé, en 1632, par les Suédois puis totalement détruit par les Français le 2 avril 1635. En 1641 le roi Louis XIV en fait don à la famille de Vignacourt qui le conserve jusqu'à la Révolution puis le vend au chancelier danois Frederik Ahlefeldt.
En 1792, les révolutionnaires le déclarent bien national. Il est acheté par Joseph Bruat, juge au tribunal civil de Altkirch.
En 1808, il est racheté par Aaron Meyer, de Genève. Le château devient le lieu de mémoire du Jura et de la province du Sundgau.
En juillet 1826, le château de Morimont entre dans l'histoire du canton du Jura. Xavier Stockmar, Olivier Seuret, Auguste et Louis Quiquerez s'y retrouvèrent et ils firent le serment de « délivrer le Jura de l'oligarchie bernoise ». Cet acte fut le point de départ de la lutte qui mena en 1979 à la création de la République et Canton du Jura, 23e canton suisse.
Le château a servi de carrière de pierre jusqu'en 1864 date à laquelle Auguste Quiquerez dirige des travaux de restauration. En 1870, la famille Viellard, riches manufacturiers originaires de Morvillars dans le Territoire de Belfort achetèrent le domaine qui leur appartient toujours. Entre 2005 et 2014, les bénévoles de l'association Chantiers histoire et architecture médiévales participèrent à la  reconstruction du site. La conservation du site est assurée par le Conseil général du Haut-Rhin qui y effectue des travaux de restauration actuellement en cours.

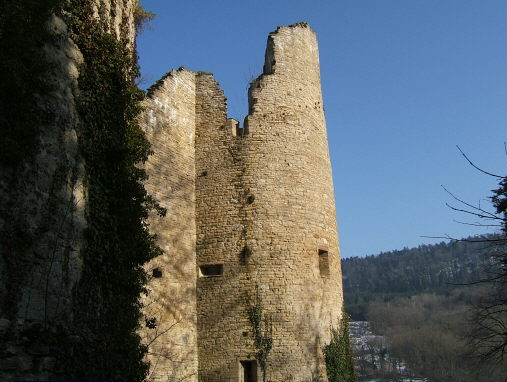
Une tour du château.
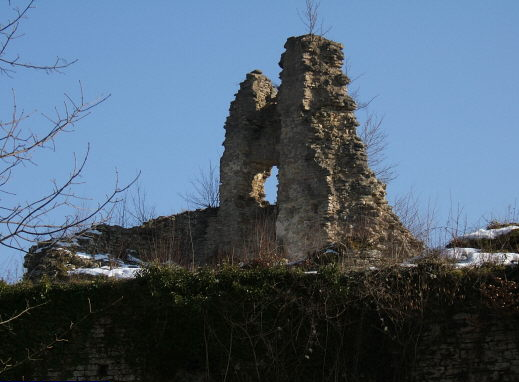
Le donjon en ruine.
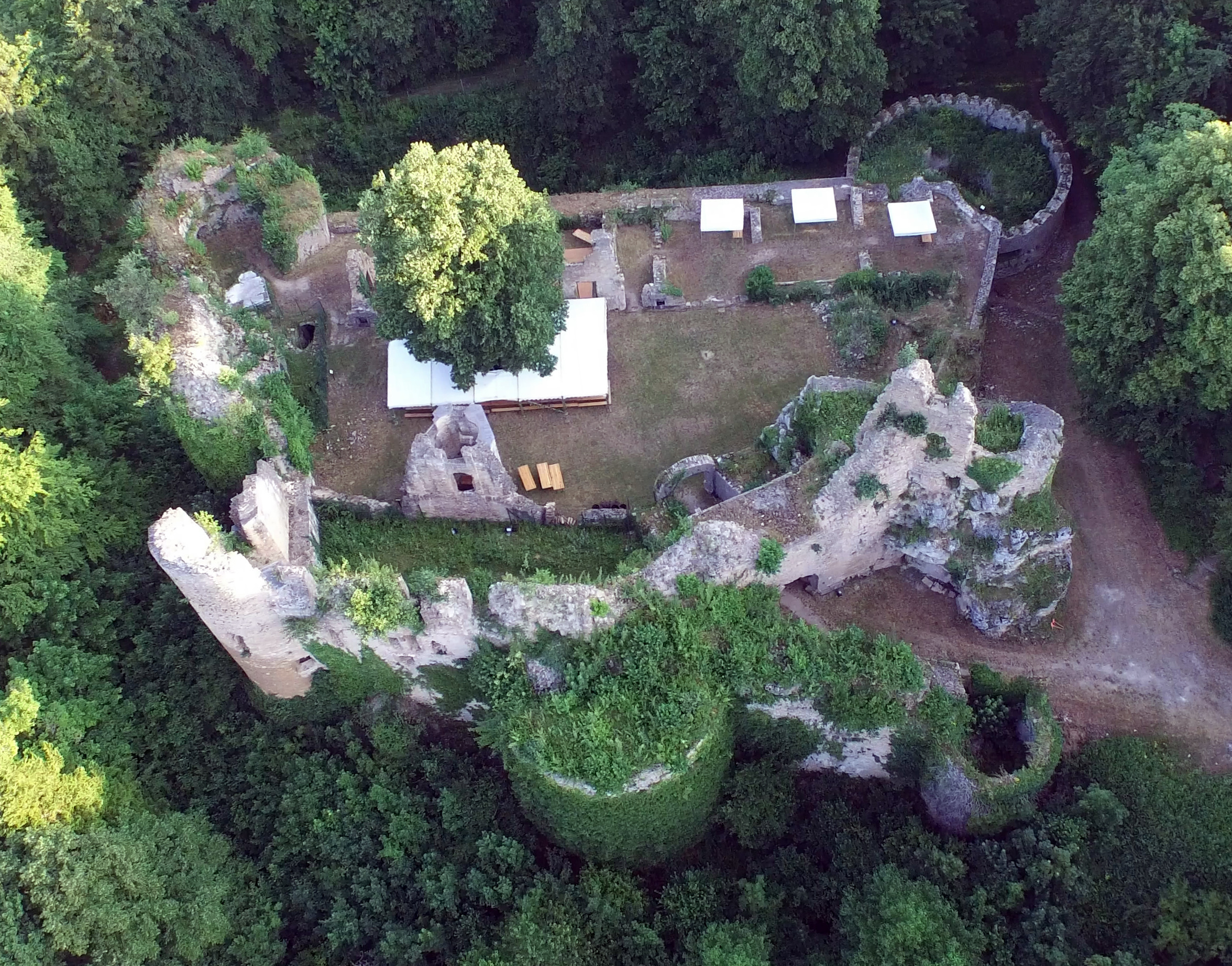
Vue de dessus.
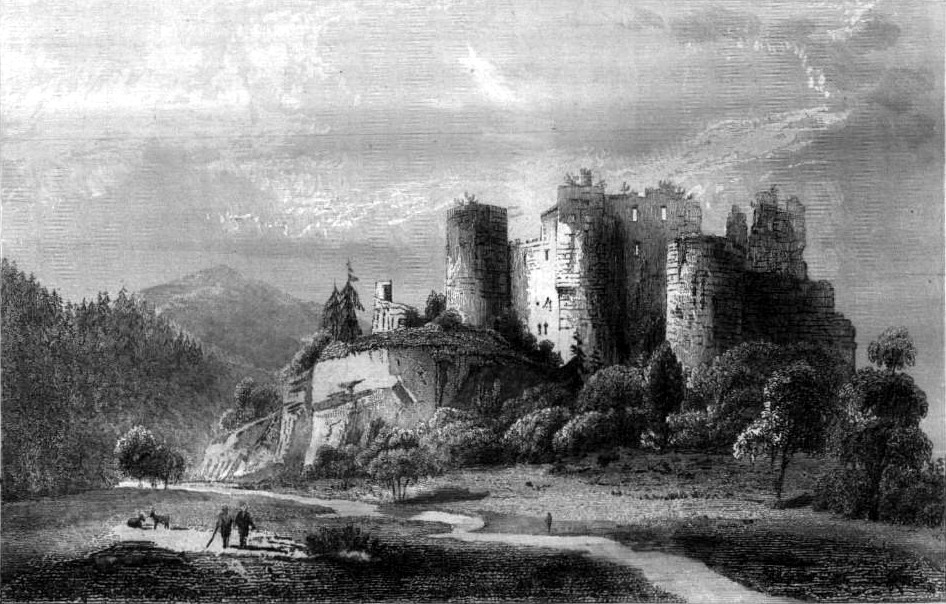
Le château en 1838.

## Description
Le château du Morimont est construit sur un rocher qui domine le passage entre Oberlarg et Levoncourt. Quelques vestiges du château primitif, le Niedere Burg, subsiste à l'ouest du château reconstruit à partir du XIIIe siècle. La tour en U qui était le premier logis est sa partie la plus ancienne.
Après 1468 il est transformé et adopte un plan trapézoïdale entourée de sept tours et de la tour d'angle nommée Schlossturm. Du grand logis nord daté de 1552, long de 51 mètres sur 7,50 m, il reste la cave voûtée en berceau et une partie de ses deux tours d'escalier. Il est flanqué par deux grosses tours dont l'une est ornée des armoiries de Hans Jacob de Morimont et de son épouse Margarete de Furtenberg. Du logis sud, ne reste qu'une tourelle d'escalier polygonale.
Une tour basse casematée et une barbacane situées au milieu de la courtine ouest défendent l'entrée du château. À l'arrière de la porte d'entrée, on trouve une herse qui permet de condamner le passage et du fait de sa position bloquer le vantail de la porte.